# Abraham Cooper

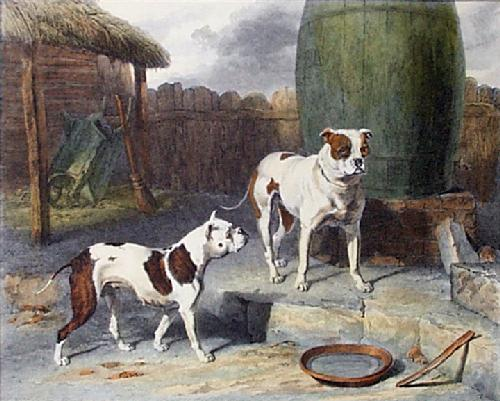
Crib and Rosa (1817)

Abraham Cooper (Londres, 1787-1868) fou un pintor d'animals i batalles anglès. Fill d'un tabaquer, a l'edat de tretze anys es va convertir en empleat en Astley's Amphitheatre, i després va ser un mosso de cavalls al servei de Sir Henry Meux. Quan tenia vint-i-dos anys, desitjant posseir un retrat del seu cavall favorit que tenia sota la seva cura, va comprar un manual sobre pintura, va aprendre algunes coses sobre l'ús de colors a l'oli, i va fer la pintura de la imatge en un llenç penjat en la paret de l'estable. El seu amo el va comprar i el va motivar a continuar amb els seus esforços. Va començar a copiar gravats de cavalls, i va ser presentat a Benjamin Marshall, el pintor d'animals, qui el va portar al seu estudi, i qui sembla que el va lligar amb la revista Sporting Magazine, un periòdic il·lustrat en el qual ell mateix n'era contribuïdor.
El 1814 va exhibir el seu Tam o'shater, i en 1816 va guanyar un premi pel seu Battle of Ligny. En 1817 va exhibir el seu Battle of Marston Moor i es va convertir en associat de l'Acadèmia, i en 1820 va ser triat com a Acadèmic. Cooper, encara que amb poca educació, va anar prou intel·ligent i conscient com a artista; el seu ús dels colors va ser una mica pla i sense vida, però va ser un mestre en els retrats equins i en la seva anatomia, tenint a més coneixements d'antiquari. Tenia un especial interès en retrats de cavallers i de parlamentaris.